# Rio Grande do Norte
Rio Grande do Norte állam Brazíliában, az ország északkeleti régiójában. Paraíba és Ceará államokkal, továbbá az Atlanti-óceánnal határos.

## Földrajzi adatok
- Területe 52 796 km²
- Lakossága 3,2 millió fő volt 2012-ben
- Népsűrűsége 61 fő/km²
- Székhelye: Natal

## Fordítás
- Ez a szócikk részben vagy egészben  a   Rio Grande do Norte című angol Wikipédia-szócikk fordításán alapul.  Az eredeti cikk szerkesztőit annak laptörténete sorolja fel. Ez a jelzés csupán a megfogalmazás eredetét és a szerzői jogokat jelzi, nem szolgál a cikkben szereplő információk forrásmegjelöléseként.